# Сврака
Сврака или шврака (лат. Pica pica) врста је птице из рода сврака који припада породици врана. Настањује највећи део Евроазије и северну Африку. Лако је препознатљива због дугог репа и црно-белог перја, као и веома гласног крештања. Сврака је једна од најинтелигентнијих птица. По IUCN-u (светској организацији за заштиту природе) сврстана је у категорију LC (least concern).

## Опис
Сврака је обично величине од 45 до 50 cm, од којих око 50% отпада на реп, са распоном крила од 50 до 65 cm. Глава, реп и груди су црне боје, док је стомак бео.
Веома је препознатљива и лако ју је уочити по црно белој комбинацији перја, какву нема ни једна друга птица у Европи. Перје јој се пресијава зелено. Врло препознатљивим "крештањем" упозоравају једне друге уколико наиђе неки предатор, као што су мачке, па изазивају велику буку у градовима

## Распрострањење
Гнезди се на подручју читаве Европе, изузев Исланда. Уочљива је током целе године и може се видети на њивама где има жбуња, на ободима шума, у градовима и градским парковима, а у последње време је све чешћа у урбаним срединама у градским насељима и двориштима.

## Таксономија
The magpie was described and illustrated by Swiss naturalist Conrad Gessner in his Historiae animalium of 1555. In 1758 Linnaeus included the species in the 10th edition of his Systema Naturae under the binomial name Corvus pica. The magpie was moved to a separate genus Pica by the French zoologist Mathurin Jacques Brisson in 1760. Pica is the Classical Latin word for this magpie.
Међународна орнитолошка унија признаје десет подврста (Pica pica hemileucoptera се сматра делом подврсте Pica pica bactriana):
- Pica pica fennorum – Lönnberg, 1927: северна Скандинавија и северозападна Русија
- Pica pica pica – (Linnaeus, 1758): Британска острва и јужна Скандинавија на истоку до Русије, на југу до Медитерана, укључујући већину острва
- Pica pica melanotos – A.E. Brehm, 1857: Иберијско полуострво
- Pica pica mauritanica – Malherbe, 1845: Северна Африка (Мароко, северни Алжир и Тунис)
- Pica pica asirensis – Bates, 1936: југозападна Саудијска Арабија
- Pica pica bactriana – Bonaparte, 1850: Сибир на истоку до Бајкалског језера, на југу до Кавказа, Ирака, Ирана, Централне Азије и Пакистана
- Pica pica leucoptera – Gould, 1862: југоисточна Русија и североисточна Кина
- Pica pica camtschatica – Stejneger, 1884: полуострво Камчатка на руском далеком истоку
- Pica pica serica – Gould, 1845:источна и јужна Кина, кинеско острво Тајван, северна Бурма (Мјанмар), северни Лаос и северни Вијетнам
- Pica pica bottanensis – Delessert, 1840: централна Кина

## Начин живота
Врло социјална птица коју обично можемо видети у паровима. Неретко се дешава да формира омања јата или чак већа јата која могу населити читаво дрвеће у градовима (чак 20 до 40 јединки), у доба парења. Хитре су, иако не делује тако, и могу великом брзином да се сруче на свој плен. Лет им је обично прав, уз јако лепршање крилима које подсећа на веслање.

## Гнежђење
Гради велика гнезда која се могу лако уочити током зиме: када лишће опадне могу се видети велика куполаста гнезда која служе као заштита од предатора и других сврака. Гнездо граде од гранчица, а у њега полажу 5 до 8 јаја од априла до јуна.

## Исхрана
Јеловник им се углавном састоји од инсеката, зрневља и различитих остатака хране. Хране се на различитим стаништима, од поља, преко градских насеља, до њива. Дешава се и да се хране туђим јајима и младим птићима током лета.

## Однос са људима
У Европи, свраке су историјски демонизоване од стране људи, углавном као резултат сујеверја и митова. Птица се нашла у овој ситуацији углавном због асоцијације, каже Стив Роуд: „Велике црне птице, попут вране и гаврана, у британском фолклору се сматрају злим, а беле птице добрим”. У европском фолклору сврака је повезана са мноштвом сујеверја око њене репутације као предзнака несреће. У књизи из 19. века, Водич за научно знање познатих ствари, изречена је пословица о свракама: „Једна сврака у пролеће, ружно време донеће“. Књига даље објашњава да ово сујеверје произилази из навика парова сврака да се заједно хране само када је лепо време. У Шкотској се каже да сврака близу прозора куће прориче смрт. Енглеска традиција напомиње да се појединачна сврака поздравља поздравом како би се одагнала лоша срећа коју може донети. Поздрав може имати облик изговарања речи „Добро јутро, господине сврако, како су госпођа сврака и све остале мале свраке?“
У Британији и Ирској, широко распрострањена традиционална рима, „Једна за тугу“, бележи мит (није јасно да ли се у њега озбиљно веровало) да виђење сврака предвиђа будућност, у зависности од тога колико их се види. Постоји много регионалних варијација риме, што значи да је немогуће дати коначну верзију.
У италијанском, британском и француском фолклору верује се да свраке имају склоност да скупљају сјајне предмете, посебно драго камење или металне предмете. Росинијева опера La gazza ladra и стрип Тинтинових авантура The Castafiore Emerald засновани су на овој теми. Међутим, једна недавна истраживачка студија бацила је сумњу на истинитост овог уверења. У бугарском, чешком, немачком, мађарском, пољском, руском, словачком и шведском фолклору сврака је виђена као лопов. У Мађарској постоји стара изрека да ако сврака csörög (~ „прстен”, зов), гост долази у кућу. Можда зато што је сврака волела да седи на дрвећу испред сеоских кућа и давала је знак када се човек приближава.
У Шведској се даље повезује са враџбинама. У Норвешкој сврака се сматра лукавом и лоповском, али и птицом хулдера, људи под земљом.
Свраке су нападане због своје улоге грабљивица, што укључује једење јаја других птица и њихових младунаца. Међутим, једна студија оспорила је гледиште да оне утичу на укупну популацију птица певачица, проналазећи „нема доказа о било каквом утицају врста грабљивица [сврака] на стопе раста популације птица певачица. Стога нема назнака да грабежљивци имају општи утицај на стопе раста популације птица певачица“. Једна друга студија је тврдила да је популација птица певачица порасла на местима где је популација сврака била велика и да оне немају негативан утицај на укупну популацију птица певачица.

## Галерија
- Сврака сликана у парку у Нишу, Србија
- Сврака у кљуну носи инсекта
- Сврака сликана у парку у Нишу, Србија
- Сврака у лету
- Гнездо свраке на сибирском бресту у априлу
- Јаје свраке
- Сврака, Народни музеј Зрењанин